# Ферма 1 (Малайсаринский сельский округ)
Ферма 1 (каз. ферма 1) — населённый пункт в Майском районе Павлодарской области Казахстана. Входит в состав Малайсаринского сельского округа. Код КАТО — 555651200.

## Население
В 1999 году население населённого пункта составляло 193 человека (109 мужчин и 84 женщины). По данным переписи 2009 года, в населённом пункте проживало 146 человек (77 мужчин и 69 женщин).